# Txístenke
Txístenke (en (ucraïnès): Чистеньке, en rus: Чистенькое) és un poble de la República Autònoma de Crimea a Ucraïna, que el 2021 tenia 5.277 habitants. Pertany al districte de Simferòpol.